# Avril 1882

## Événements
- Le Tonkin se soulève contre la présence française.
- L'homme d'État japonais Shigenobu Ōkuma fonde le Kaishinto, parti progressiste.
- 14 avril : rétablissement du protectorat français à Porto-Novo (Toffa).
- 22 avril : lorsque Paul Cambon remplace Roustan comme ministre résident à Tunis, un décret précise les fonctions du nouveau ministre résident qui peut dès lors collaborer avec les ministres tunisiens. Des services dépendant du représentant de la France sont mis en place : Travaux publics et finances (1882), Enseignement (1883), Agriculture et Commerce (1890), Antiquités (1896), Intérieur (1922).

## Décès
- 3 avril : Jesse James, hors-la-loi américain (° 1847).
- 5 avril : Pierre Guillaume Frédéric Le Play, ingénieur du corps des mines et sociologue paternaliste français (° 1806).
- 9 avril : Dante Gabriel Rossetti, poète, écrivain et peintre britannique (° 1828).
- 10 avril : Ewelina Hańska, Comtesse polonaise (° 6 janvier 1801)